# Podzwierzyniec (Tarnobrzeg)

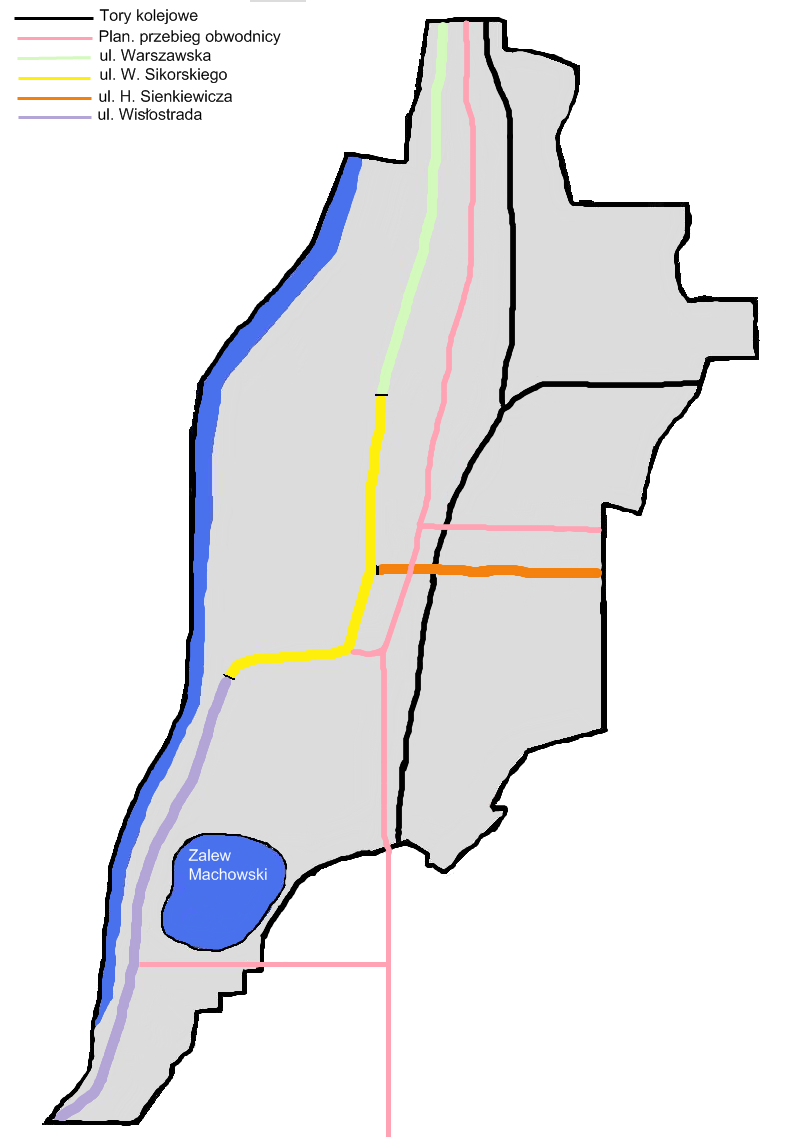
Dzików w granicach Tarnobrzega

Podzwierzyniec – część Tarnobrzega wyodrębniona pod potrzeby Komendy Miejskiej Policji w Tarnobrzegu, funkcjonowała w latach 90. Nazwa zawiązana jest z Lasem Zwierzynieckim otaczającym osiedla stanowiące rejon. Jej zasięg w największym stopniu pokrywa się z osiedlem Bogdanówka, Piastów oraz północną częścią osiedla Serbinów. Współcześnie, po zmianie nazw rejonów na cyfry, rejon Podzwierzyńca odpowiada rejonowi nr 9 w strukturze policyjnego podziału. Nazwa, mimo iż oficjalnie już nie używana, wpisała się w zwyczajowe nazewnictwo.